# Molophilus (Molophilus) nahuelbutae
Molophilus (Molophilus) nahuelbutae is een tweevleugelige uit de familie steltmuggen (Limoniidae). De soort komt voor in het Neotropisch gebied.